# Ludwig Doll
Ludwig Christian Karl Doll (* 22. November 1846 in Kirchen an der Sieg; † 23. Mai 1883 in Neukirchen, Niederrhein) war ein deutscher evangelischer Pfarrer in Neukirchen, 1874 Initiator der Neukirchener Mission und 1878 Gründer eines Waisenhauses (heute „Kinderheimat im Verein für Mission und Diakonie e. V.“)

## Leben und Wirken
Doll war das jüngste von drei Kindern des Pfarrers Jakob Doll (1811–1878) und seiner Ehefrau Susanne, geborene Leist (1812–1859). Er hatte einen Bruder namens Karl (1841–1920), der ebenfalls Pfarrer wurde, und eine Schwester Maria Magdalena (1842–1909), die später ihren Vetter, den Pfarrer Friedrich Wilhelm Doll (1840–1904) heiratete. Er wurde zuerst von seinem Vater unterrichtet und besuchte 1861 bis 1863 das Gymnasium in Wetzlar und 1863 bis 1867 das evangelische Gymnasium in Köln, wo er mit Abitur abschloss.
In Köln kam Doll mit erweckten Personen aus der freikirchlichen Brüderbewegung zusammen, die in ihm ein Sündenbewusstsein und Erlösungswunsch weckten. Eine lebensbedrohende Krankheit, vermutlich Tuberkulose, verstärkte den Entschluss, dass er ein ernsthafter Christ wurde, der begann, seinen Glauben gegenüber jedermann zu bezeugen, was aber das Missfallen des Vaters fand.
Im Jahr 1867 studierte er Theologie zuerst in Erlangen, dann in Bonn, in Tübingen und in Berlin. Die universitäre Theologie berührte ihn nicht sonderlich, doch er lernte an seinen Studienorten Personen der Erweckungsbewegung kennen wie Wilhelm Löhe, den Begründer der Diakonie in Bayern im fränkischen Neuendettelsau, und Gustav Knak in Berlin.
Nach dem ersten Examen 1871 wurde er nach Wesel berufen, wo er durch seine eindringliche, unkonventionelle Verkündigung Anstoß erregte. In Neukirchen wurde ein Hilfsprediger gesucht, der Andreas Bräm, den Gründer des Neukirchener Erziehungsvereins, entlasten sollte, und Doll wurde gewählt und 1872 bereits sein Nachfolger. 1873 heiratete er Elise Paschen (1848–1918), eine Tochter eines Neukirchener Großbauern. Sie hatten zusammen vier Töchter und zwei Söhne, von denen nur drei Töchter überlebten.
Als überzeugter Pietist betonte Doll in seinen Predigten die Sündhaftigkeit des Menschen und die freie Gnade Gottes, durch die der reuige Sünder im Opfertod von Jesus Christus gerettet und zum Glauben gebracht werde. In seiner Gemeinde in Neukirchen hatte er bald viele Zuhörer, die erweckt wurden. Doll erlebte eine Glaubensheilung von seiner früheren Krankheit.
Nach den Vorbildern August Hermann Francke und Georg Müller richtete Doll im Mai 1878 in drei Mieträumen ein Waisenhaus ein, das von Peter und Katharina Matthies, einem ehemaligen Mitarbeiterehepaar der Betheler Anstalten, geleitet wurde. 1880 waren schon 19 Waisen im Haus, so dass für diese ein eigenes Waisenhaus gebaut wurde. Das Grundstück erhielt Doll von seiner Schwiegermutter, und die Baukosten wurden durch Spenden aufgebracht, ohne dass er darum gebeten hätte. Ein wachsender Freundeskreis unterstützte das Anliegen und gab immer wieder Geld.
Ab 1879 erschien monatlich die Zeitschrift „Missions- und Heidenbote“, die über die äußere und innere Entwicklung des Waisenhauses berichtete und Erzählungen von verschiedenen Missionaren veröffentlichte. Nach nur wenigen Jahren konnten bereits 3.200 Exemplare gedruckt werden. Dolls Wunsch wuchs, eigene Missionare auszubilden und zu senden, um das Reich Gottes zu bauen und die Wiederkunft Christi zu beschleunigen. Als Glaubensmission waren Hudson Taylor und seine China-Inland-Mission wichtige Vorbilder und Referenzen für ihn.
1881 wurden die ersten fünf Kandidaten aufgenommen und ausgebildet, ein Jahr später konnten sie in ein ehemaliges Wirtshaus im Dorf einziehen, das mit Spendengeldern für 10.500 Mark gekauft werden konnte. Die Neukirchener Mission war somit entstanden. Sie sollte auf der von Doll in die schlichten Worte gefassten Prämisse gründen: „[…] immer aus der Hand des Herrn [zu] leben“ (Missions- und Heidenbote 1882).

## Tod und Nachwirkung
Doll starb am 23. Mai 1883. Sein früher Tod stürzte das Waisenhaus und die Mission in eine Krise. Denn diese jungen Werke waren auch von seinem Gründer bestimmt, und es fehlten noch die rechtliche Basis und gut funktionierende organisatorische Strukturen. Der evangelische Theologe Julius Stursberg (1857–1909), der von Doll 1880 als Missionslehrer angestellt wurde, übernahm die Leitung des Werks, stabilisierte und baute es weiter aus. 1884 reisten die ersten Missionare der Neukirchener Mission aus, und zwar nach Java und Ägypten. 1888 wurde der neu errichtete Versammlungssaal nach Ludwig Doll benannt.